# Бавидж, Алфи
Алфи Бавидж (англ. Alfie Bavidge; родился 11 апреля 2006, Абердин) — шотландский футболист, нападающий клуба «Абердин». В первой половине сезона 2023/24 выступает за клуб «Келти Хартс» на правах аренды.

## Клубная карьера
Футбольную карьеру начал в детском клубе «Дайс Бойз», в возрасте восьми лет присоединился к академии клуба «Абердин». 4 февраля 2023 года дебютировал в основном составе «Абердина» в матче шотландского Премьершипа против «Мотеруэлла».
В сентябре 2023 года отправился в аренду в клуб «Келти Хартс» до января 2024 года. 7 октября 2023 года забил первый в своей профессиональной карьере в гол в игре против «Эдинбург Сити» .

## Карьера в сборной
Выступал за сборные Шотландии до 17 и до 19 лет.

## Личная жизнь
Алфи — сын профессионального футболиста Мартина Бавиджа. Его дед Митч Бавидж также был футболистом и играл в Хайлендской лиге.